# Multilingual User Interface
Unter dem Begriff Multilingual User Interface (MUI), Englisch für mehrsprachige Benutzeroberfläche, vermarktet Microsoft Systemerweiterungen für das Betriebssystem Windows und das Büro-Paket Office, die es ermöglichen, auf einer Installation die Benutzeroberfläche (inkl. Hilfetexte) der betreffenden Programme in mehreren Sprachen zu nutzen. Als Basis muss jeweils ein englischsprachiges Produkt installiert sein. Ist ein MUI installiert, kann die gewünschte Sprache in der Systemsteuerung unter den Regions- und Sprachoptionen eingestellt werden.
Die erhaltenen Windowsinstallationen sind bezüglich ihrer Architektur nicht mit einer Installation von Windowsversionen in der entsprechenden Sprache vergleichbar. 
Alle Windowsversionen seit Windows Vista bzw. Windows Server 2008 verwenden prinzipiell ein Multilingual User Interface. Sie basieren jeweils auf ein und demselben Image, das je nach Version bzgl. der enthaltenen Funktionen und der Sprache angepasst wird.
Auch für den Windows Media Player werden mehrsprachige Benutzeroberflächen-Packs bereitgestellt.